# Cavillatrix fijiana
Cavillatrix fijiana là một loài ruồi trong họ Tachinidae.